# Лисенко Григорій
Григорій Лисенко (? — †?) — підполковник Армії УНР.

## Життєпис

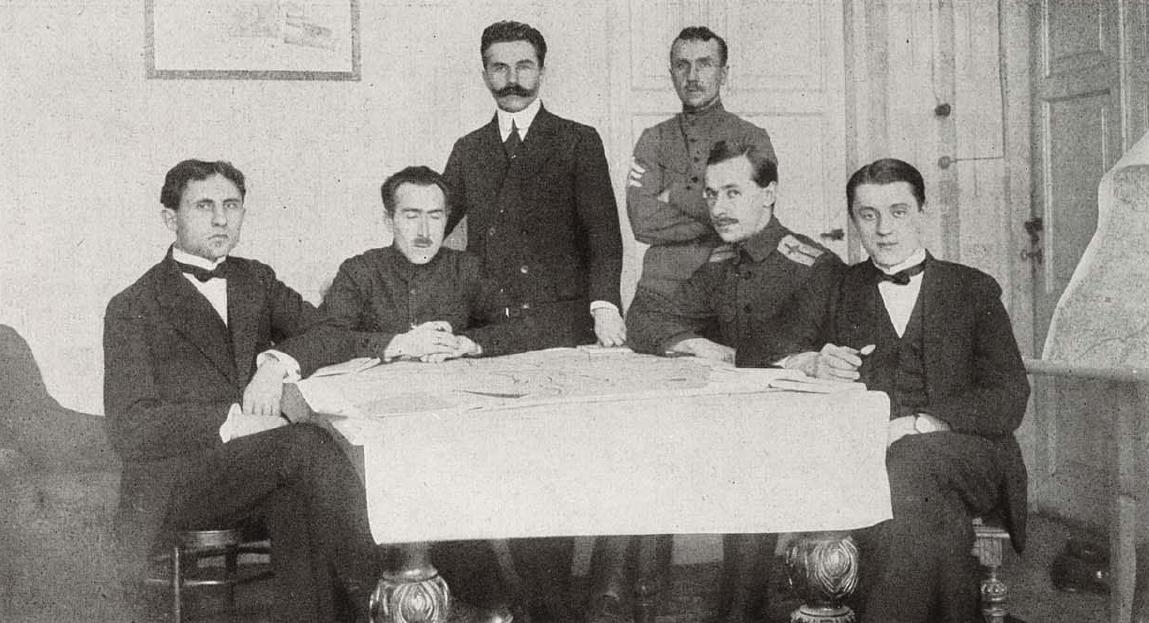
Українська делегація у Бересті. Зліва направо: Микола Любинський, Всеволод Голубович, Микола Левитський, Григорій Лисенко, Михайло Полоз, Олександр Севрюк

Закінчив юридичний факультет університету. Штабс-капітан російської армії. Під час Першої світової війни працював у відділі розвідки штабу 7-ї російської армії.
На початку листопада 1917 р був призначений командиром Галицько-Буковинського куреня Січових стрільців, який мав сформуватися з військовополонених-українців австро-угорської армії. 
Взимку 1918 року радник української делегації на мирних переговорах в Бересті. 
У січні—лютому 1919 р. — командир 2-го Одеського полку Дієвої армії УНР.
Згодом — начальник контррозвідки Запорізької групи Дієвої армії УНР. З липня 1919 р. — помічник військового аташе УНР на Паризькій мирній конференції. У 1920–1921 рр. — полковник для доручень при Головному Отамані С. Петлюрі.
У 1923 р. повернувся в Україну. Працював у Харкові в Коопспілці. У 1929 р. виїхав до Новосибірська.
Подальша доля невідома.